# Distrikt Huántar
Der Distrikt Huántar liegt in der Provinz Huari in der Region Ancash in West-Peru. Der Distrikt wurde am 2. Januar 1857 gegründet. Er besitzt eine Fläche von 152 km². Beim Zensus 2017 wurden 3589 Einwohner gezählt. Im Jahr 1993 lag die Einwohnerzahl bei 4343, im Jahr 2007 bei 3758. Die Distriktverwaltung befindet sich in der 3268 m hoch gelegenen Ortschaft Huántar mit 744 Einwohnern (Stand 2017). Huántar liegt 11 km südsüdwestlich der Provinzhauptstadt Huari.

## Geographische Lage
Der Distrikt Huántar liegt an der Ostflanke der Cordillera Blanca im Südwesten der Provinz Huari. Der Río Mosna fließt entlang der östlichen Distriktgrenze nach Norden, dessen linker Nebenfluss Río Rurec entlang der nördlichen Distriktgrenze nach Osten. Der Hauptkamm der Cordillera Blanca mit den Gipfeln Nevado Tunsho, Nevado Carhuascancha und Nevado Tijeras Punta verläuft entlang der westlichen Distriktgrenze.
Der Distrikt Huántar grenzt im Süden an den Distrikt Chavín de Huántar, im Westen an den Distrikt Huaraz (Provinz Huaraz), im Nordwesten an den Distrikt Independencia (Provinz Huaraz), im Norden an den Distrikt Huari sowie im Osten an den Distrikt San Marcos.